# アキ・コミュノテール
アキ・コミュノテール（フランス語: acquis communautaire）とは、欧州連合における法の総体系。acquis は「蓄積されたもの」、communautaire は「共同体の」という意味のフランス語であるが、ここでいう「蓄積」とは欧州連合において積み重ねられてきた法規範のことである。
欧州連合加盟国が遵守すべき以下に挙げるような法規範が含められている。
- 第1次法である欧州連合の基本条約
- 第2次法である規則、指令、決定
- 欧州司法裁判所 (略称: ECJ) および一般裁判所 (旧称: 第一審裁判所) の決定
- 決議・宣言
- 共通外交・安全保障政策および警察・刑事司法協力に関する規定
- 欧州連合と域外の国・国家連合とのあいだで締結された条約・協定

アキ・コミュノテールは欧州連合に加盟しようとしている国ごとで完全に翻訳されなければならない。たとえば2004年5月1日に10か国が欧州連合に新規加盟した際にも、アキ・コミュノテールはそれぞれの公用語に翻訳されている。
さまざまな法源で構成されていることもあって、独自の完全版というものが作成されていなかったが、欧州連合のプロジェクトとしてレム・コールハースが主導して2006年に、31巻およそ85,000ページからなる『アキ・コミュノテール』が作成された。